# 在蒙韓國人
在蒙韓國人屬於韓僑在蒙古國形成一小社群，也包括來自北朝鮮的移民。

## 韓國
1994年，估计大概有100个韓國人在蒙古國。來自韓國外交通商部官方統計，在1997年有270個在蒙韓民。到2003年增長超過三倍至870人，在2005年到1497。除了居民，韓國遊客數量也呈上升的趨勢，在2007年達到40000人。
许多韓國人也經營小生意，如韓國料理與卡拉ok，也有韓國人自己的教会。根據一項雙邊協議，雙方在蒙古工作的韓國人以及蒙古人在韓國工作免徵強制性貢獻和參加他們居住的國家的國家養老金計劃。 

## 種族衝突和犯罪
韓國人存在的增長已引起了一些蒙古人的緊張，韓國找到相對容易學習的語言。但他们被形容为傲慢。2005年，在烏蘭巴托的韓國獨資企業被勒令把韓文換成英文或蒙古文。
據蒙古和韓國媒體報導，在蒙古的韓國人有不小不法商家，其中不少卡拉OK成为賣淫場所。韓國男子的性旅遊也引发了反韓情绪。大韩民国女性家族部有權拒絕为那些拉客的被捕海外韓人妓女護照續期，但這個問題已影響不大。

## 北朝鮮

### 外勞
截至2008年5月，大約200名朝鮮公民在蒙古工作，2008年2月，烏蘭巴托和平壤達成一項協議，將允許多達5300朝鮮工人在接下來的五年來到蒙古工作。

### 脱北者

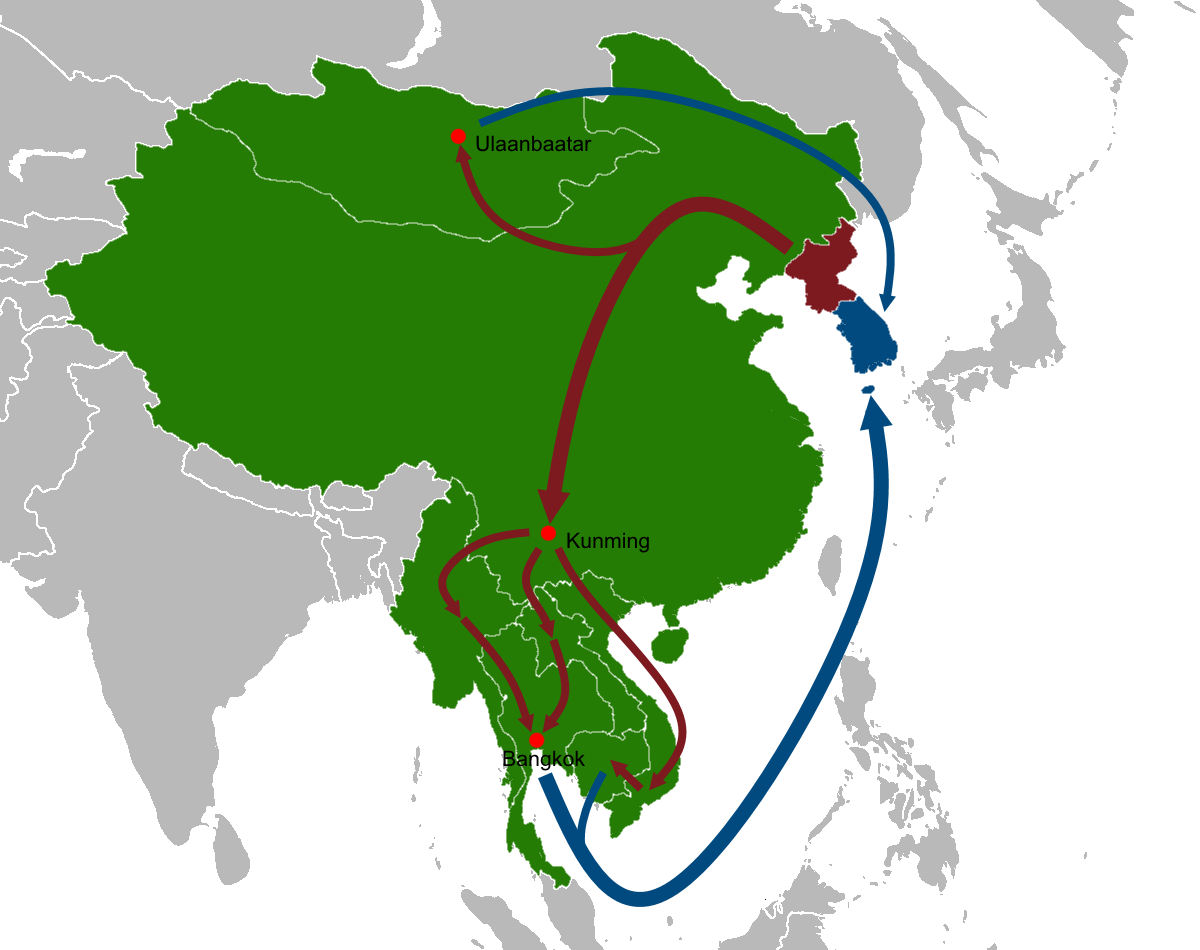
脫北者經蒙古前往韓國的路線示意圖

蒙古是脱北者向北逃走的必经之路，截至2006年，據估計每月500名脫北者進入中国。早在2004年，一些韓國公民團體已開始計劃在蒙古興建樓北朝鮮難民的難民營，然而，他們被剝奪了蒙古政府的許可。在2005年9月，韓國非政府組織彩虹基金會表示，他們已獲得烏蘭巴托附近的1.3平方公里土地，中心可以容納多達200名朝鮮難民。但蒙古總理米耶贡布·恩赫包勒德否认。
对脱北者而言，蒙古國只是中轉國。大部分脱北者在入境蒙古国后，即前往韩国驻蒙古国大使馆寻求帮助，随后经蒙古国入境韩国。
1. ↑   ,  [Overseas Koreans Status], Ministry of Foreign Affairs and Trade: 103, 2013-09-30  [2015-04-30]
2. ↑  Phillips, Tom. . The Daily Telegraph. October 10, 2014  [2015-09-18]. （原始内容存档于2018-09-11）.